# Karen Uhlenbeck
Karen Keskulla Uhlenbeck (Cleveland, 24 de agosto de 1942) é uma matemática estadunidense.
Uhlenbeck recebeu o Prêmio Abel de 2019 "por conquistas pioneiras em equações diferenciais parciais geométricas, teoria de gauge e sistemas integráveis, e pelo impacto fundamental de seu trabalho sobre análise, geometria e física matemática". É a primeira mulher a receber este prêmio.